# 尼日尔总统
尼日尔总统（法語：Président de la république du Niger）是西非国家尼日尔宪法规定的国家元首。在尼日尔历史上，总统一职曾5度被尼日尔军队推翻。2021年，穆罕默德·巴祖姆在大选中当选为总统，但他在2023年被军事政变推翻，军方组建了保卫祖国国家委员会行使国家权力，主席阿卜杜拉赫曼·奇亚尼成为实质上的国家元首。但国际上仍然有部分国家承认穆罕默德·巴祖姆为合法的尼日尔总统。

## 历史
1960年尼日尔独立建国后，设立共和国总统一职，哈马尼·迪奥里出任首任总统。1974年，迪奥里被赛义尼·孔切领导的军事政变推翻。孔切于1987年去世后，他的继任者阿里·赛义布在1989年恢复宪政并在当年的大选中当选尼日尔第二任总统。1996年，第三任尼日尔总统被政变推翻，军方成立救国委员会，并在同年组织选举，由易卜拉欣·巴雷·迈纳萨拉当选第四任总统。1999年，麦纳萨拉在政变中被杀，继任国家领导人的达乌德·马拉姆·万凯组织了新一轮的大选，当选总统的马马杜·坦贾在尼日尔执政近10年，2010年在政变中被推翻。翌年，穆罕默杜·伊素福在大选中获胜，成为第六任尼日尔民选总统，执政10年后顺利卸任，由穆罕默德·巴祖姆接任总统，2023年，巴祖姆在政变中被推翻，军方建立的军政府统治尼日尔至今。

## 选举与任期
依照《尼日尔宪法》的规定，尼日尔总统由全民普选选出，为两轮选举制，任期最高为两届，每届任期五年。尼日尔最近一次总统大选是2020年—2021年尼日尔大选，但选举结果在2023年被推翻。迄今，最后一位顺利在任期结束后卸任的总统是穆罕默杜·伊素福，他于2021年4月2日卸任。